# لئوپولد بوچکوفسکی
لئوپولد بوچکوفسکی (لهستانی: Leopold Buczkowski؛ ‏ ۱۵ نوامبر ۱۹۰۵ – ۲۷ آوریل ۱۹۸۹) نویسنده، شاعر، نقاش و مجسمه‌ساز اهل لهستان بود. او در قیام ورشو شرکت داشت و در سال ۱۹۵۶ برندهٔ نشان افتخار تولد لهستان شد.
از فیلم‌هایی که وی در آن‌ها نقش داشته‌است، می‌توان به طرح‌واره‌های زغالی اشاره نمود.